# Bert Ställvik
Bert Roland Ställvik, född 25 april 1933 i Göteborg, är en svensk målare och tecknare.
Han är son till konditorn Wiktor Martin Ställvik och Majken Georgina Gramén och från 1956 gift med arkitekten Anita Broberg. Ställvik studerade vid Slöjdföreningens skola i Göteborg 1955–1959 och därefter vid Valands målarskola. Han medverkade bland annat i Göteborgs konstförenings Decemberutställningar på Göteborgs konsthall och i en större utställning med västsvenska tecknare på Maneten i Göteborg samt en grupputställning på Handelshögskolan i Göteborg. Hans konst består av skiftande motiv samt Göteborgsbilder utförda i olja, tempera eller gouache.  